# WJZ-TV
WJZ-TV est une station de télévision américaine située à Baltimore, Maryland appartenant à ViacomCBS affilié au réseau CBS.

## Histoire
La chaîne a diffusé de 1957 à 1964 le Buddy Deane Show, émission musicale de danse.

## Télévision numérique terrestre
| Canal virtuel | Video | Aspect | Programmation                         |
| ------------- | ----- | ------ | ------------------------------------- |
| 13.1          | 720p  | 16:9   | Programmation principale WJZ / CBS HD |
| 13.2          | 480i  | 16:9   | Start TV (en)                         |
| 13.3          | 480i  | 16:9   | Dabl (en)                             |